# Diecezja Concordii
Diecezja Concordii (łac. Dioecesis Foroconcordianus) – diecezja Kościoła rzymskokatolickiego w Argentynie, sufragania archidiecezji Paraná.

## Historia
10 kwietnia 1961 roku papież Jan XXIII bullą Dum in nonnullis erygował diecezję Concordii. Dotychczas wierni z tym terenów należeli do diecezji (obecnie archidiecezji) Paraná.

## Ordynariusze
- Ricardo Rösch (1961 - 1976)
- Adolfo Gerstner (1977 - 1998)
- Héctor Sabatino Cardelli (1998 - 2004)
- Luis Armando Collazuol (2004 - 2023)
- Gustavo Zurbriggen (od 2023)